# Hatsune Miku: Colorful Stage!
Hatsune Miku: Colorful Stage!, conhecido na Ásia como Project Sekai: Colorful Stage! feat. Hatsune Miku (プロジェクトセカイ カラフルステージ！ feat.初音ミク, Purojekuto Sekai Karafuru Sutēji! fīcharingu Hatsune Miku), é um jogo de ritmo para dispositivos móveis japonês desenvolvido pela Colorful Palette, um estúdio da Craft Egg da CyberAgent, e publicado pela Sega Corporation. O jogo é um spin-off da série Hatsune Miku: Project DIVA da Sega. Ambientados no mundo real onde os Virtual Singers só existem como ficção, os personagens se deparam com outro mundo chamado “Sekai”, onde vários “sentimentos verdadeiros” são projetados. O jogo foi lançado para dispositivos Android e Apple em 30 de setembro de 2020. Foi desenvolvido com Unity e usa o mecanismo Piapro Studio NT para síntese de voz. O jogo atingiu 5 milhões de jogadores em julho de 2021. A Sega lançou uma versão traduzida para o inglês do jogo em todo o mundo em 7 de dezembro de 2021.